# Charadrahyla chaneque
Charadrahyla chaneque är en groddjursart som först beskrevs av William Edward Duellman 1961.  Charadrahyla chaneque ingår i släktet Charadrahyla och familjen lövgrodor. IUCN kategoriserar arten globalt som starkt hotad. Inga underarter finns listade i Catalogue of Life.